# Parhelophilus currani
Parhelophilus currani är en tvåvingeart som beskrevs av Fluke 1953. Parhelophilus currani ingår i släktet strandblomflugor, och familjen blomflugor. Inga underarter finns listade i Catalogue of Life.